# Атлетика на Летњим олимпијским играма 1948 — бацање копља за жене
Такмичење у бацању копља за жене на Олимпијским играма 1948. одржано је на Вембли стадиону у Лондону 31. јула 1948. Пријавњено је 15 атлетичарки, па није било квалификација и све су учествовале у финалу.
Титулу олимпијске победнице у бацању копља освојену на Олимпијским играма 1932. у Лос Анђелесу није бранила Тили Флајшер из Немачке, јер је Немачкој био забрањено учешће на омимплијским играма.
Најмлађа учесница такмичења у копља била је Швеђанкака Ингрид Алмквист са 20 година и 304 дана, а најстарија Финкиња Кајса Парвиајнен 33 година и 243 дана.

## Земље учеснице
Учествовало је 15 бацачица диска из 10 земаља.
1. Аустрија (2)
2. Белгија (1)
3. Чехословачка (1)
4. Данска (1)
5. Финска  1)
6. Холандија  3)
7. Пољска  (1)
8. САД (2)
9. Шведска (1)
10. Уједињено Краљевство (2)

## Освајачи медаља
|                        |                           |                        |
| Херма Баума · Аустрија | Каиса Парвиајнен · Финска | Лили Карлстет · Данска |

## Рекорди пре почетка такмичења
Стање 30. јула 1948.
| Светски рекорд    | 48,21 | Херма Баума  | Аустрија | Беч, Аустрија   | 29. јун 1947.   |
| Олимпијски рекорд | 45,18 | Тили Флајшер | Немачка  | Берлин, Немачка | 2. август 1936. |
| Европски рекорд   | 48,21 | Херма Баума  | Аустрија | Беч, Аустрија   | 29. јун 1947.   |

## Рекорди после завршетка такмичења
| Олимпијски рекорд | 45,57 | Херма Баума | Аустрија | Лондон, Уједињено Краљевство | 31. јул 1948. |

## Резултати

### Финале
| Плас. | Атлетичарка             | Земља                | Бацања | Бацања | Бацања | Бацања | Бацања | Бацања | Резултат | Бел. |
| Плас. | Атлетичарка             | Земља                | 1°     | 2°     | 3°     | 4°     | 5°     | 6°     | Резултат | Бел. |
| ----- | ----------------------- | -------------------- | ------ | ------ | ------ | ------ | ------ | ------ | -------- | ---- |
|       | Херма Баума             | Аустрија             |        |        |        |        |        |        | 45,57    | ОР   |
|       | Каиса Парвиајнен        | Финска               |        |        |        |        |        |        | 43,79    |      |
|       | Лили Карлстет           | Данска               |        |        |        |        |        |        | 42,08    |      |
| 4.    | Дороти Додсон           | САД                  |        |        |        |        |        |        | 41,96    |      |
| 5.    | Jo Teunissen-Waalboer   | Холандија            |        |        |        |        |        |        | 40,92    |      |
| 6.    | Johanna Koning          | Холандија            |        |        |        |        |        |        | 40,33    |      |
| 7.    | Дана Затопкова          | Чехословачка         |        |        |        |        |        |        | 39,94    |      |
| 8.    | Elisabeth Dammers       | Холандија            |        |        |        |        |        |        | 38,23    |      |
| 9.    | Gerda Schilling-Staniek | Аустрија             |        |        |        |        |        |        | 38,01    |      |
| 10.   | Ингрид Алмквист         | Шведска              |        |        |        |        |        |        | 37,26    |      |
| 11.   | Melania Sinoracka       | Пољска               |        |        |        |        |        |        | 35,74    |      |
| 12.   | Theresa Manuel          | САД                  |        |        |        |        |        |        | 33,82    |      |
| 13.   | Nicole Saeys            | Белгија              |        |        |        |        |        |        | 31,77    |      |
| 14.   | Кетрин Лонг             | Уједињено Краљевство |        |        |        |        |        |        | 30,29    |      |
| 15.   | Гледис Кларк            | Уједињено Краљевство |        |        |        |        |        |        | 29,59    |      |